# Pretty Little Liars (5.ª temporada)
A quinta temporada de Pretty Little Liars, baseada nos livros de mesmo nome criados por Sara Shepard, estreou em 10 de junho de 2014 nos Estados Unidos, transmitida através do canal de televisão pago ABC Family, e terminou 24 de março de 2015. Em 26 de março de 2013, a ABC Family renovou a série para uma quinta temporada, composta por 25 episódios. Invés de um especial de Halloween, esta temporada traz o primeiro e único episódio especial de Natal, escrito pela showrunner I. Marlene King e seu assistente Kyle Bown. As filmagens da quinta temporada começaram em 24 de Março de 2014.
No dia da estreia da temporada foi anunciado que Pretty Little Liars havia sido renovada para mais duas temporadas adicionais, tornando-se a maior série do canal.
Em 11 de junho de 2015, estreou no Brasil, e terminou em 15 de julho do mesmo ano. Diferente das demais temporadas que foram exibidas pelo canais Boomerang e Glitz*, esta foi exibida pelo canal de TV também pago, TNT Séries e entrou na grade de programação da Netflix no dia 10 de junho de 2016.
A quinta temporada recebeu críticas positivas de vários críticos e teve em média 2.01 milhões de telespectadores por episódio, e atingiu um rating de 0.9. A estreia foi assistida por 2.72 milhões de telespectadores, enquanto o final foi visto por 2.65 milhões de telespectadores.

## Sinopse
Continua momentos após os momentos épicos da final da quarta temporada, onde Aria, Alison, Emily, Hanna e Spencer acabam de ter o seu mais recente encontro com "A", que atira em Ezra e escapa. Mesmo aliviadas com o bem estar de Alison e Ezra, a farsa é revelada: Alison está viva e de volta à Rosewood, e todo mundo é afetado por seu retorno — mas se perguntam se ela é a mesma Alison depois da fuga. A descoberta de dois novos corpos traz mais perguntas à superfície - e mais terríveis ameaças de "A". O ex de Hanna, Caleb, retorna, porém está diferente. Além disso, como é que Mona se encaixa em tudo e o que é que Melissa está escondendo? Será que Ezra descobriu algumas informações que vão ajudar as meninas a finalmente desmascarar "A"? Outros pontos da temporada também é sobre quem matou a Sra. DiLaurentis na final da temporada passada e finalmente, uma descoberta que pode mudar o rumo do jogo: a identidade da garota que está no túmulo de Alison.
Com mais perguntas do que nunca e outros rostos familiares de volta à Rosewood, há agora cinco mentirosas tentando juntar as peças para saber quem vem atormentando-as.
Ao meio de muito segredos uma confissão surpreendente é revelada e divide as cinco amigas, e o jogo fica mais longe de terminar. Alison é realmente "A"? Ou "A" está fingindo ser Alison? Na verdade, um novo jogo está começando... um onde sobreviver ao último ano pode ser o mais desafio difícil das mentirosas até o momento!

## Elenco e personagens
| - Troian Bellisario como Spencer Jill Hastings (25 episódios) - Ashley Benson como Hanna Marin (25 episódios) - Tyler Blackburn como Caleb Rivers (19 episódios) - Lucy Hale como Aria Marie Montgomery (25 episódios) - Ian Harding como Ezra Fitz (18 episódios) - Laura Leighton como Ashley Marin (12 episódios) - Shay Mitchell como Emily Katherine Fields (25 episódios) - Janel Parrish como Mona Vanderwaal (15 episódios) - Sasha Pieterse como Alison Lauren DiLaurentis (19 episódios) - Holly Marie Combs como Ella Montgomery (4 episódios) - Chad Lowe como Byron Montgomery (2 episódios) | - Keegan Allen como Toby Cavanaugh (13 episódios) - Lesley Fera como Veronica Hastings (10 episódios) - Lindsey Shaw como Paige McCullers (9 episódios) - Roma Maffia como Linda Tanner (9 episódios) - Cody Christian como Mike Montgomery (7 episódios) - Drew Van Acker como Jason DiLaurentis (7 episódios) - Brandon Jones como Andrew Campbell (7 episódios) - Chloe Bridges como Sydney Driscoll (7 episódios) - Miranda Rae Mayo como Talia Mendoza (7 episódios) - Torrey DeVitto como Melissa Hastings (6 episódios) - Nolan North como Peter Hastings (6 episódios) - Brendan Robinson como Lucas Gottesman (5 episódios) - Jim Abele como Kenneth DiLaurentis (5 episódios) - Sean Faris como Gabriel Holbrook (5 episódios) - Will Bradley como Jonny Raymond (5 episódios) | - Jake Weary como Cyrus Petrillo (4 episódios) - Tammin Sursok como Jenna Marshall (3 episódios) - Andrea Parker como Jessica DiLaurentis (3 episódios) - Lauren Tom como Rebecca Marcus (3 episódios) - Brant Daugherty como Noel Kahn (2 episódios) - Edward Kerr como Ted Wilson (2 episódios) - Steve Talley como Zack (2 episódios) - Vanessa Ray como CeCe Drake (2 episódios) - Aeriél Miranda como Shana Fring (2 episódios) - Reggie Austin como Eddie Lamb (2 episódios) - Luke Kleintank como Travis Hobbs (2 episódios) - Ambritt Millhouse como Big Rhonda (2 episódios) - Sydney Penny como Leona Vanderwaal (2 episódios) - Charles Carpenter como James Neilan (2 episódios) - Elizabeth McLaughlin como Lesli Stone (2 episódios) - Oliver Kieran-Jones como Colin (2 episódios) - Austin Lyon como Matt (1 episódio) - Nia Peeples como Pam Fields (1 episódio) - Jim Titus como Barry Maple (1 episódio) - Roark Critchlow como Tom Marin (1 episódio) - Paloma Guzmán como Jackie Molina (1 episódio) - John O'Brien como Arthur Hackett (1 episódio) - Meg Foster como Carla Grunwald (1 episódio) - Sara Shepard como Sara Shepard (1 episódio) |

## Episódios
| No. na série | No. | Título                                                                                        | Diretor(s)       | Escritor(s)                          | Exibição (US — BR)                         | Audiência (em milhões) |
| --- | --- | --------------------------------------------------------------------------------------------- | ---------------- | ------------------------------------ | ------------------------------------------ | ---------------------- |
| 96 | 1   | "EscApe From New York" "Fuga de Nova York"                                                    | Norman Buckley   | I. Marlene King                      | 10 de Junho de 2014 11 de Junho de 2015    | 2.72                   |
| Momentos após onde o final da quarta temporada parou, Aria e as meninas estão sofrendo com o tiro de Ezra nas mãos de "A". As cinco meninas logo percebem que, como a única pessoa que realmente conhece a identidade de "A", Ezra está em grave perigo. Enquanto Aria está cuidando de Ezra no hospital, Alison e as garotas preparam uma armadilha para finalmente se livrar de "A", mas se chocam com quem elas pegam. Enquanto isso, Holbrook se esforça para encontrar as meninas e coloca a família Hastings em alerta. E como as notícias da ressurreição de Alison voam, Mona não está contente. |     |                                                                                               |                  |                                      |                                            |                        |
| 97 | 2   | "Whirly Girlie" "Menina Pirada"                                                               | Joanna Kerns     | Oliver Goldstick                     | 17 de Junho de 2014 12 de Junho de 2015    | 2.16                   |
| Com os recentes eventos de Nova York e de volta à Rosewood, as meninas ainda estão vivendo sob uma nuvem de segredos. Aria está assombrada pelos eventos recentes, enquanto Emily, Hanna e Spencer tentam colocar suas mentes de volta ao normal. Alison, por outro lado, está dormindo com um olho aberto enquanto ela é forçada a ficar em casa com sua família – em quem ela não confia. Enquanto isso, o comportamento estranho de Jason, e a busca de Kenneth DiLaurentis por Jessica, as fazem desconfiar de seu desaparecimento. |     |                                                                                               |                  |                                      |                                            |                        |
| 98 | 3   | "Surfing the Aftershocks" "Consequências"                                                     | Chad Lowe        | Joseph Dougherty                     | 24 de Junho de 2014 15 de Junho de 2015    | 2.28                   |
| Agora que estão sendo forçadas a viver na mais recente mentira de Ali, Aria, Emily, Hanna e Spencer tentam cobrir seus rastros e, simultaneamente, tentam juntar as peças para saber o que aconteceu em Nova York. Hanna e Aria tem que fechar as pontas soltas com duas pessoas que conhecem a verdade sobre a história de Ali – Mona e Ezra. Spencer e Emily tentam descobrir a verdade sobre Jason e seu paradeiro na noite que elas estavam em Nova York. Enquanto isso, Hanna começa a examinar quem ela realmente é — Hanna Baleia ou Hanna, a Abelha Rainha — agora que Ali está de volta. |     |                                                                                               |                  |                                      |                                            |                        |
| 99 | 4   | "Thrown from the Ride" "Caindo na Real"                                                       | Janice Cooke     | Maya Goldsmith                       | 1 de Julho de 2014 16 de Junho de 2015     | 2.13                   |
| Com Ali agora de volta em Rosewood, ela tenta recuperar o papel de líder do grupo, mas ela descobre que suas quatro amigas não estão tão dispostas a seguir cegamente todos os seus caprichos como seguiam antes. Além de sentir a pressão de Alison, Aria, Emily, Hanna e Spencer também estão se sentindo sob um microscópio na escola, com o ensino médio todo com sua atenção focada nas garotas. Enquanto os outros estão morbidamente curiosos sobre o que aconteceu com Ali, alguns estão mais focados em planejamentos para o retorno de Ali para a escola. Enquanto isso, a depressão de Aria continua mais forte, e ela procura conforto em uma fonte improvável. |     |                                                                                               |                  |                                      |                                            |                        |
| 100 | 5   | "Miss Me x 100" "Sentiu Minha Falta x 100"                                                    | Norman Buckley   | I. Marlene King                      | 8 de Julho de 2014 17 de Junho de 2015     | 2.25                   |
| O dia finalmente chegou – o primeiro dia de Alison de volta a Rosewood High, e nem as garotas, nem Alison, estão realmente prontas para isso. Determinada a se fazer de durona, Alison retorna também para ajudar a curar os danos que ela fez anos atrás. Mas serão as desculpas o suficiente para aqueles que Alison fez mal no passado? Não se Mona e seu exército tem algo a dizer sobre isso. Enquanto isso, Caleb e uma antiga inimiga voltam para Rosewood. |     |                                                                                               |                  |                                      |                                            |                        |
| 101 | 6   | "Run, Ali, Run" "Corra, Alison, Corra"                                                        | Norman Buckley   | Jonell Lennon                        | 15 de Julho de 2014 18 de Junho de 2015    | 2.13                   |
| Com a cidade de Rosewood tentando voltar ao normal, as garotas — especialmente Ali — não estão bem após o último "acidente". Pensando que não era a decisão certa voltar para casa depois de tudo, Ali começa a pensar em sumir de vez. Mas Aria, Emily, Hanna e Spencer estão determinados a mantê-la segura em Rosewood e para descobrir quem e o que está por trás deste último incidente. Enquanto isso, Caleb também começa a questionar seu retorno, e Ezra mergulha em sua pesquisa para ajudar a encontrar respostas. |     |                                                                                               |                  |                                      |                                            |                        |
| 102 | 7   | "The Silence of E. Lamb" "O Silêncio de E. Lamb"                                              | Joshua Butler    | Bryan M. Holdman                     | 22 de Julho de 2014 19 de Junho de 2015    | 2.06                   |
| Aria começa um trabalho voluntário no Radley e rapidamente escapa do trabalho para descobrir algumas respostas sobre uma paciente de interesse das garotas. Mas ela rapidamente atinge um obstáculo quando ela se depara com uma paciente agressiva, que pode ser a chave para o que ela e suas amigas procuram. Também procurando por respostas, Spencer toma notas do livro de Ezra quando pega emprestado alguns de seus equipamentos de espionagem para ficar de olho na frente de sua casa. Enquanto isso, Hanna se vê em conflito quando Ali e Caleb discutem, e Emily procura ajuda das amigas quando sua mãe convida Ali para jantar. |     |                                                                                               |                  |                                      |                                            |                        |
| 103 | 8   | "Scream for Me" "Grite por Mim"                                                               | Bethany Rooney   | Oliver Goldstick & Maya Goldsmith    | 29 de Julho de 2014 22 de Junho de 2015    | 1.80                   |
| As inseguranças de Hanna e sua situação atual continuam a atormentá-la quando Alison se muda para a casa dos Marin enquanto seu pai está fora da cidade. Agora forçada a viver com a pessoa que ela está tentando evitar, Hanna se exclui ainda mais para abusar de álcool e acaba em uma situação complicada. Enquanto isso, Aria comete um erro nas suas tarefas de dama de honra quando Ella retorna à cidade para planejar seu casamento e Spencer e Emily perseguem uma rota perigosa, tentando resolver o mistério da menina morta no túmulo de Alison. |     |                                                                                               |                  |                                      |                                            |                        |
| 104 | 9   | "March of Crimes" "Marcha de Crimes"                                                          | Chad Lowe        | Oliver Goldstick & Maya Goldsmith    | 5 de Agosto de 2014 23 de Junho de 2015    | 2.05                   |
| Hanna continua por seu caminho da embriaguez, com a ajuda de Caleb, e suas amigas não podem mais ficar paradas e assistir Hanna se autodestruir. Após seu último encontro com Hanna, Aria começa a tomar nota de Zack e se pergunta se Hanna — enquanto estava bêbada — disse a verdade para ela. Enquanto isso, Emily tenta encontrar informações que ligam Alison á Noel e Spencer faz uma descoberta surpreendente no oftalmologista. |     |                                                                                               |                  |                                      |                                            |                        |
| 105 | 10  | "A Dark Ali" "Uma Alison Sombria"                                                             | Arlene Sanford   | Lijah J. Barasz                      | 12 de Agosto de 2014 24 de Junho de 2015   | 2.05                   |
| A pressão está em Alison para identificar o homem que os policiais tem sob custódia por seu sequestro, mas as garotas sabem que se ela fizesse isso, estaria enviando um homem inocente para a prisão e possivelmente caminhando direito pra uma armadilha de "A". Com Emily tentando convencer Ali a não ficar na mão de "A", Spencer surge com um plano B caso Ali decida tomar a decisão errada. Enquanto isso, farta de todo drama envolvendo Ali, Hanna tenta levar uma vida de adolescente "normal". |     |                                                                                               |                  |                                      |                                            |                        |
| 106 | 11  | "No One Here Can Love or Understand Me" "Ninguém Aqui Me Ama ou Me Entende"                   | Larry Reibman    | Joseph Dougherty                     | 19 de Agosto de 2014 25 de Junho de 2015   | 1.80                   |
| Melissa finalmente diz a Spencer o que ela sabe sobre a noite em que Ali desapareceu. Mas o que Spencer deveria fazer com seu conhecimento? Sabendo que algo está errado na história de Alison, Emily está em busca de respostas sozinha. Ela pede a ajuda de Ezra para saber mais sobre Cyrus e sua antiga conexão com Alison. Enquanto isso, Hanna pede ajuda de Spencer e Toby com o problema de alcoolismo de Caleb. |     |                                                                                               |                  |                                      |                                            |                        |
| 107 | 12  | "Taking This One to the Grave" "Levando Esse para o Túmulo"                                   | Ron Lagomarsino  | I. Marlene King                      | 26 de Agosto de 2014 26 de Junho de 2015   | 2.29                   |
| Com Alison levando-as para um caminho perigoso e "A" impedindo-as de contar a verdade à polícia, Aria, Emily, Hanna e Spencer se sentem presas e estão desesperadas para encontrar uma maneira de sair dessa bagunça. Com nada mais a perder, poderiam as garotas perder tudo, colocando sua fé em uma aliada possivelmente não confiável? Enquanto isso, Alison começa a construir o seu próprio exército, agora que suas ex-amigas viraram as costas para ela. |     |                                                                                               |                  |                                      |                                            |                        |
| 108 | 13  | "How the 'A' Stole Christmas" "Como 'A' Roubou o Natal"                                       | I. Marlene King  | I. Marlene King & Kyle Bown          | 9 de Dezembro de 2014 29 de Junho de 2015  | 2.09                   |
| O Natal está se aproximando rapidamente, e todos em Rosewood estão cheios de alegria, com exceção de Aria, Emily, Hanna e Spencer, que não estão se sentindo muito alegres com o feriado após a perda de Mona e a acusação de assassinato de Spencer ás rondando. Mas quando surge uma oportunidade com a chance de obter provas para limpar o nome de Spencer, as meninas e seus parceiros elaboram um plano para obter justiça por Mona e, finalmente, acabar com Alison. Se o plano der certo, até que poderia ser um Natal muito feliz, afinal. Enquanto isso, Alison consegue uma visão rápida no passado, presente e futuro, por uma presença fantasmagórica. |     |                                                                                               |                  |                                      |                                            |                        |
| 109 | 14  | "Through a Glass, Darkly" "Através de um Espelho"                                             | Chad Lowe        | Joseph Dougherty & Lijah J. Barasz   | 6 de Janeiro de 2015 30 de Junho de 2015   | 2.01                   |
| Três meses se passaram, e os amigos e familiares de Mona ainda estão lamentando a sua perda e mais convencidos do que nunca que Alison tem algo a ver com a morte de Mona. Pronto para colocar um fim no jogo de "A" e ter justiça para Mona, as garotas buscam provas que possam provar que Alison matou Mona. Mas com Alison alegando sua inocência e tendo um álibi aparentemente seguro, as garotas talvez possam ter que recorrer a táticas mais obscuras para se livrarem de Ali. Enquanto isso, Emily e Paige chegar a uma encruzilhada em sua relação, e Aria começa a se preocupar com o seu futuro. |     |                                                                                               |                  |                                      |                                            |                        |
| 110 | 15  | "Fresh Meat" "Carne Nova"                                                                     | Zetna Fuentes    | Oliver Goldstick & Maya Goldsmith    | 13 de Janeiro de 2015 1 de Julho de 2015   | 2.02                   |
| A nova posição de Toby no departamento de polícia de Rosewood era dar ás meninas uma mãozinha, para finalmente, fechar a porta do jogo de Ali/"A". Mas, quando uma evidência um pouco surpreendente surge, Toby é colocado em uma posição difícil com seu trabalho e com Spencer. Sem confiar na polícia ou nas provas se apresentando "surpreendentemente", Spencer tenta convencer Toby à se desviar de sua reação instintiva moral, o que coloca pressão no relacionamento deles. Enquanto isso, Emily e Aria tomam medidas drásticas para manter o controle das situações que estão fora de suas mãos e que podem afetar o seu futuro. |     |                                                                                               |                  |                                      |                                            |                        |
| 111 | 16  | "Over a Barrel" "Sobre um Barril"                                                             | Michael Grossman | Bryan M. Holdman                     | 20 de Janeiro de 2015 2 de Julho de 2015   | 1.72                   |
| Segredos são difíceis de manter, especialmente quando você está impedindo-os de um ente querido. Spencer procura pelo laptop perdido de Mona com a ajuda de Caleb, mas onde a busca os leva poderia cruzar a linha de "aprovação de Toby". Aria tenta levantar a coragem de esclarecer tudo para Ezra sobre sua mentira quando ela se desvia por causa de uma possível perseguição. E Hanna está presa no meio ter de cobrir o segredo de Ashley quando o Pastor Ted retorna com uma grande notícia. Enquanto isso, Emily tem de lidar com as sugestões irritantes de Talia no trabalho, como ela se esforça para aceitar o fim de seu relacionamento com Paige. |     |                                                                                               |                  |                                      |                                            |                        |
| 112 | 17  | "The Bin of Sin" "O Lugar do Pecado"                                                          | Tripp Reed       | Jonell Lennon                        | 27 de Janeiro de 2015 3 de Julho de 2015   | 2.00                   |
| Suspeitando que Alison/"A" está culpando-a pelo assassinato de Mona, Hanna não está disposta a apenas sentar e deixar que isso aconteça. Quando Caleb e seus amigas tentam criar um plano seguro para tirar Hanna do gancho, não é bom o suficiente para ela. Tomando seu destino em suas próprias mãos, Hanna fica sozinha para limpar seu nome. Enquanto isso, os relacionamentos são testados quando Aria se esclarece para Ezra e as ações obscuras de Spencer continuam a colocar Toby em um aperto no trabalho. |     |                                                                                               |                  |                                      |                                            |                        |
| 113 | 18  | "Oh, What Hard Luck Stories They All Hand Me" "Ah, Mas Que Histórias de Azar Todos Me Contam" | Joseph Dougherty | Joseph Dougherty                     | 3 de Fevereiro de 2015 6 de Julho de 2015  | 1.80                   |
| Aria, Emily, Hanna e Spencer já foram alvos de recém-chegados à Rosewood, então não é nenhuma surpresa que as quatro damas suspeitam quando alguém novo cruza seu caminho. Spencer permite baixar a guarda um pouco como ela passa mais tempo com Jonny, e Emily continua a tentar conhecer Talia enquanto ela continua recebendo sinais mistos de sua colega de trabalho. Quando a amiga de Mona, Lesli, aparece na cidade, Hanna fica encarregada de levá-la de volta a história e descobrir se Lesli é realmente quem ela diz que é. É melhor as meninas ficarem de olho em todos, ou elas podem se permitir que saiam um pouco da zona de conforto, sem se preocupar que se trata de uma armadilha de "A"? Enquanto isso, Aria fica preocupada com o comportamento recente de Mike e Holbrook retorna à cidade. |     |                                                                                               |                  |                                      |                                            |                        |
| 114 | 19  | "Out, Damned Spot" "Sai, Mancha Maldita"                                                      | Nzingha Stewart  | Lijah J. Barasz                      | 10 de Fevereiro de 2015 7 de Julho de 2015 | 1.77                   |
| Estudantes sênior do ensino médio concentram-se em suas futuras carreiras universitárias e sentem as altas pressões que vêm junto com elas, e no caso de Aria, Emily, Hanna e Spencer nada é diferente. Com uma aceitação contingente de notas, Aria precisa trabalhar duro para melhorar suas notas e pede à Andrew algumas aulas de reforço. Também tendo ansiedade com a aceitação da faculdade, Spencer decide dar um tempo e ajudar Jonny com um novo projeto. Hanna está indo muito bem em suas aceitações universitárias, mas descobre que ela tem sido rejeitada por necessitar ajuda financeira e procura seu pai para ajudá-la. Enquanto isso, as preocupações de Aria e das meninas sobre Mike aumentam depois de um incidente na doação de sangue da escola.                                            |     |                                                                                               |                  |                                      |                                            |                        |
| 115 | 20  | "Pretty Isn't the Point" "Ser Bonita Não é a Questão"                                         | Melanie Mayron   | Oliver Goldstick & Francesca Rollins | 17 de Fevereiro de 2015 8 de Julho de 2015 | 2.05                   |
| Determinada a obter dinheiro para a matrícula da faculdade sem a ajuda de outros, Hanna segue em frente com sua busca para ganhar o concurso de beleza local e contrata uma treinadora de desfiles para garantir sua vitória. Aprendendo rapidamente que você tem que ser mais do que um rosto bonito para ganhar o grande prêmio, Hanna recorre a Emily para a ajuda. Também precisando de um pouco de ajuda, Aria pede para Andrew ajudá-la controlar Mike, cujo comportamento cada vez mais desconfiado sugere uma ligação assustadora com a morte de Mona. O que Aria descobre faz seu sangue gelar. Enquanto isso, Spencer decide ajudar Jonny em uma aventura menos legal. |     |                                                                                               |                  |                                      |                                            |                        |
| 116 | 21  | "Bloody Hell" "Inferno Sangrento"                                                             | Arlene Sanford   | Maya Goldsmith                       | 24 de Fevereiro de 2015 9 de Julho de 2015 | 1.58                   |
| Com uma nova informação sobre Mona, as meninas decidem que precisam falar com Alison. Mas, uma vez que elas tem a verdade, Aria entende que o envolvimento de Mike com Mona e essa nova revelação pode ter uma séria repercussão em sua família. Determinadas a manter Mike a salvo e tirar Ali da cadeia, as meninas intensificam a busca por "A". Enquanto isso, Spencer vai para uma importante entrevista em uma faculdade de Londres, e Alison escolhe alguém surpreendente para ajudá-la no julgamento. |     |                                                                                               |                  |                                      |                                            |                        |
| 117 | 22  | "To Plea or Not to Plea" "Confessar ou Não Confessar"                                         | Arthur Anderson  | Jonell Lennon                        | 3 de Março de 2015 10 de Julho de 2015     | 1.49                   |
| Aria, Emily e Hanna continuam procurando uma maneira de provar a inocência de Ali sem incriminar Mike. Mas quando a Procuradora Distrital propõe um acordo de barganha para Ali que inclui a nomeação de uma das garotas como sua cúmplice, as meninas intensificam a sua busca – não só para salvar Ali mas para salvar a si próprias. Será que Ali vai ficar com sua história de inocência, ou ela vai entregar uma das garotas para salvar sua própria pele? Enquanto isso, sem saber o que está acontecendo de volta em Rosewood, Spencer recebe uma pausa muito necessária de todo o drama com uma noite fora na cidade de Londres. |     |                                                                                               |                  |                                      |                                            |                        |
| 118 | 23  | "The Melody Lingers On" "A Melodia Continua"                                                  | Roger Kumble     | Joseph Dougherty                     | 10 de Março de 2015 13 de Julho de 2015    | 1.74                   |
| O julgamento de Alison está prestes a começar e a uma vez confiante Abelha-Rainha não está tão confiante sobre seu destino, como o testemunho revela não apenas suas mentiras, mas as mentiras de pessoas próximas a ela. Enquanto isso, Spencer, Aria, Emily e Caleb vão em busca de informações para ajudar a emprisionada Hanna seguindo uma série de pistas que possam ter sido deixadas por Mona ou possivelmente plantada por "A". |     |                                                                                               |                  |                                      |                                            |                        |
| 119 | 24  | "I'm a Good Girl, I Am" "Sou Boazinha, Sim"                                                   | Oliver Goldstick | Oliver Goldstick & Maya Goldsmith    | 17 de Março de 2015 14 de Julho de 2015    | 1.70                   |
| O julgamento de Alison está chegando ao fim, e a conclusão parece ainda mais sombria quando a promotoria chama uma testemunha surpresa que não só coloca Alison na pior, mas também as garotas e Mike. Desesperadas para encontrar qualquer evidência ou testemunha para salvar suas amigas, Aria, Emily e Spencer correm para encontrar alguém ou algo que possa provar a inocência de Ali e colocar um fim a este pesadelo. Enquanto isso, Mike vira um alvo de "A" quando parece que ele será chamado para depor, e Ezra e Caleb têm opiniões diferentes sobre o que ele deve fazer. |     |                                                                                               |                  |                                      |                                            |                        |
| 120 | 25  | "Welcome to the Dollhouse" "Bem-vindas à Casa de Bonecas"                                     | Ron Lagomarsino  | I. Marlene King                      | 24 de Março de 2015 15 de Julho de 2015    | 2.65                   |
| "A" sempre teve diversão brincando com Aria, Emily, Hanna e Spencer, mas agora "A" têm o jogo mais importante até hoje guardado para as meninas. Como segredos chocantes vêm à luz e a maior pista para o mistério de "A" é revelada, será esse um dos jogos onde as meninas poderão sobreviver? |     |                                                                                               |                  |                                      |                                            |                        |

## Especiais
| No. | Título                 | Narrador                        | Exibido entre                                                | Exibição (US — BR)    | Audência (em milhões) |
| --- | ---------------------- | ------------------------------- | ------------------------------------------------------------ | --------------------- | --------------------- |
| 1 | "We Love You to DeAth" | O Elenco de Pretty Little Liars | "Taking This One to the Grave" "How the 'A' Stole Christmas" | 21 de Outubro de 2014 | 1.30                  |
| Troian Bellisario, Ashley Benson, Lucy Hale, Shay Mitchell e Sasha Pieterse se sentam para atender as perguntas dos fãs sobre o programa, enquanto Tyler Blackburn, Ian Harding, Janel Parrish, Keegan Allen e a equipe de Pretty Little Liars se sentam para dar visita rápida nos bastidores do trabalho do programa. |                        |                                 |                                                              |                       |                       |